# Myrmornis
Myrmornis is een geslacht van vogels uit de familie Thamnophilidae (miervogels). Het geslacht telt één soort.
- Myrmornis torquata  –  Bonte mierlijster